# Herrschaftsgründe
Herrschaftsgründe ist eine Katastralgemeinde der Gemeinde St. Aegyd am Neuwalde im Bezirk Lilienfeld in Niederösterreich.

## Siedlungsentwicklung
Zum Jahreswechsel 1979/1980 befanden sich in der Katastralgemeinde Herrschaftsgründe insgesamt 157 Bauflächen mit 36.308 m² und 57 Gärten auf 28.617 m², 1989/1990 gab es 161 Bauflächen. 1999/2000 war die Zahl der Bauflächen auf 321 angewachsen und 2009/2010 bestanden 257 Gebäude auf 349 Bauflächen.

## Bodennutzung
Die Katastralgemeinde ist landwirtschaftlich geprägt. 457 Hektar wurden zum Jahreswechsel 1979/1980 landwirtschaftlich genutzt und 9.866 Hektar waren forstwirtschaftlich geführte Waldflächen. 1999/2000 wurde auf 313 Hektar Landwirtschaft betrieben und 9.834 Hektar waren als forstwirtschaftlich genutzte Flächen ausgewiesen. Ende 2018 waren 267 Hektar als landwirtschaftliche Flächen genutzt und Forstwirtschaft wurde auf 9.715 Hektar betrieben. Die durchschnittliche Bodenklimazahl von Herrschaftsgründe beträgt 10,7 (Stand 2010).